# Lynda Morales
Lynda Morales (Glendale, 20 maggio 1988) è una giocatrice di beach volley ed ex pallavolista portoricana, nel ruolo di centrale.

## Carriera

### Pallavolo

#### Club
La carriera di Lynda Morales inizia nella CSU Northridge, con cui gioca quattro stagioni nella NCAA Division I, dall'edizione 2007 all'edizione 2010. Nella stagione 2011 inizia la carriera professionistica nella Liga de Voleibol Superior Femenino, vestendo la maglia delle Llaneras de Toa Baja.
Nella stagione 2012 passa alle Mets de Guaynabo, con cui gioca anche nel campionato successivo. Nella stagione 2013-14 viene ingaggiata per la prima volta da un club estero, firmando per il Minas, nella Superliga Série A brasiliana. Nella stagione seguente gioca nella Voleybol 1. Ligi turca col Beşiktaş; al termine degli impegni col club turco, torna in patria per giocare la fase finale del campionato 2015 con le Criollas de Caguas, aggiudicandosi lo scudetto.
Nel 2015 gioca nelle Filippine per le RC Cola-Air Force, ritornando alle Criollas de Caguas per la stagione 2016 in cui vince ancora una volta lo scudetto. Torna a giocare nelle Filippine nell'autunno del 2016 con il Cignal HD, rientrando alle Criollas de Caguas per la Liga de Voleibol Superior Femenino 2017, vincendo il suo terzo scudetto consecutivo.
Nel gennaio 2018 ritorna in campo per la seconda parte dell'annata 2017-18 con l'Alba-Blaj, nella Divizia A1 rumena. Fa quindi ritorno in patria per la Liga de Voleibol Superior Femenino 2019, nella quale difende i colori delle Valencianas de Juncos. Per il campionato 2020 viene ingaggiata dalle Changas de Naranjito, ma poco prima dell'inizio di stagione rimedia una rottura del tendine d'Achille del piede destro, che la costringe all'intervento chirurgico e a saltare l'annata, dopo la quale non rientra più in campo.

#### Nazionale
Nell'estate del 2011 debutta nella nazionale portoricana, prendendo parte alla Coppa panamericana, dove si aggiudica la medaglia di bronzo nell'edizione 2014, seguita da quella d'argento ai XXII Giochi centramericani e caraibici; conquista invece altri due bronzi al campionato nordamericano 2013 e 2015, venendo anche premiata come miglior centrale in quest'ultima occasione.
Dopo la conquista della medaglia d'argento alla Coppa panamericana 2016, partecipa ai Giochi della XXXI Olimpiade di Rio de Janeiro, dopo i quali annuncia il proprio ritiro dalla nazionale.

### Beach volley
Dopo il ritiro dalla pallavolo indoor entra a far parte del corpo dei vigili del fuoco di San Diego, partecipando parallelamente ai tornei professionistici di beach volley organizzati dall'AVP.

## Palmarès

### Club
- Campionato portoricano: 3

2015, 2016, 2017

### Nazionale (competizioni minori)
- Coppa panamericana 2014
- Giochi centramericani e caraibici 2014
- Coppa panamericana 2016

### Premi individuali
- 2013 - Liga de Voleibol Superior Femenino: All-Star Team
- 2015 - Campionato nordamericano: Miglior centrale